# Comté de Henry (Kentucky)
Pour les articles homonymes, voir Henry et Comté de Henry.
Le comté d'Henry est un comté de l'État du Kentucky, aux États-Unis. Son siège est situé à New Castle et sa plus grande ville est Eminence.

## Histoire
Le comté d'Henry a été fondé en 1798 et nommé d'après Patrick Henry, un révolutionnaire américain.

## Personnalités
- Sarah Morgan Bryan Piatt,
- Wendell Berry